# Marc Ambrosiano
Marc Ambrosiano est un journaliste sportif français originaire de Marseille, né en 1964.

## Biographie
Marc Ambrosiano un journaliste spécialisé en football depuis 1990. Il commence le journalisme pour le magazine But ! avant d'enchaîner avec Planète Foot, France-Soir, Grand Stade puis Onze Mondial.
Outre ses activités dans la presse écrite, il intervient souvent durant des émissions de radio et de télé : Europe Foot sur Europe 1, Jour de sport sur Canal+ Sport, Le Grand Samedi et Sports Week-end sur InfoSport.
En septembre 2008, il quitte ses fonctions de journaliste à Onze Mondial. François Pesenti le nomme à la rédaction en chef de l'agence RMC Sport avec Jean-François Pérès ce qui lui permet d'écrire des articles pour Le 10 Sport puis dans Direct Sport et d'être chroniqueur dans le célèbre show Le Grand After présentée par Gilbert Brisbois et Daniel Riolo sur RMC chaque lundi entre 21h et minuit.
En juin 2011, il annonce qu'il quitte RMC Sport pour devenir rédacteur en chef de l'émission Téléfoot sur TF1,.